# Edgar Mertner
Edgar Mertner (* 13. Dezember 1907 in Gurten, Kreis Posen-West, Deutsches Reich; † 19. Oktober 1999 in Münster) war ein deutscher Anglist. Er von 1951 bis 1976 Professor für englische Philologie an der Universität Münster.

## Leben
Mertner wurde als Sohn eines Volksschullehrers geboren und besuchte Schulen in Schlehen und nach der Abtretung der Provinz Posen das Gymnasium in Aschersleben, wo er im Jahr 1926 die Reifeprüfung ablegte. Anschließend begann er an den Universitäten Marburg, Breslau, Berlin und Halle ein Studium der Neueren Sprachen, der Germanistik und der Philosophie. Im Jahr 1930 wurde er in Halle zum Dr. phil. promoviert und bestand 1931 das Staatsexamen mit der Abhandlung Das Werden der künstlerischen Weltschau George Merediths. Seine Studien setzte er von 1931 bis 1933 im Vorbereitungsdienst für die höhere Schule in Erfurt und zwischenzeitlich im Sommersemester 1932 in Exeter fort. Nach der Machtergreifung der Nationalsozialisten trat er am 1. November der SA bei. Nach Ablauf der Mitglieder-Aufnahmesperre der NSDAP trat er zum 1. Mai 1937 der NSDAP bei (Mitgliedsnummer 5.727.713). 1933 wurde er Assessor am Reform-Realgymnasium in Merseburg und arbeitete von 1934 bis 1937 als Lektor für die Deutsche Sprache an der Cardiff University in Wales, wo er seinen Master of Arts machte. Zurück in Deutschland wurde er Lehrer an der Mädchenoberschule in Halle.
Mertner erhielt 1938 seine Habilitation mit der Arbeit über Das Prosawerk Rudyard Kiplings: ein Beitrag zur Geschichte der englischen Novelle, im Folgejahr wurde er zum Dozenten ernannt und nahm 1940/41 einen Lehrauftrag für englische Philologie an der Universität Greifswald an. Er wechselte 1941 als wissenschaftlicher Hilfsarbeiter zum Auswärtigen Amt und nahm bis 1942 einen Lehrauftrag an der Universität Innsbruck wahr. Im Jahr 1943 wurde Mertner zur Rundfunkpolitischen Abteilung für den Sektor England versetzt. Seine Ausbildung setzte er in Greifswald fort und wurde 1944 in Innsbruck zum Extraordinarius (außerordentlichen Professor) ernannt. Zum Ende des Zweiten Weltkrieges kam er in britische Internierung. Nach seiner Entlassung wurde er 1946 Lektor für Englisch an der Christian-Albrechts-Universität zu Kiel, wo er 1947 ein Extraordinariat erhielt. 1951 wurde er als ordentlicher Professor für englische Philologie an die Universität Münster berufen,  wo er 1976 emeritiert wurde.
Das wissenschaftliche Werk Mertners umfasst neben den Studien zu Rudyard Kipling die Englische Literaturgeschichte, zu der er 1967 ein gemeinsames Werk mit Ewald Standop verfasste. Er hatte Anteil an der Entwicklung des Englischen Seminars, dessen Direktor er war, und am Aufbau des Ehrenpreis-Instituts für Studien zum Werk Jonathan Swifts an der Westfälischen Wilhelms-Universität in Münster. Mertner war Dekan des Fachbereichs Anglistik und der Philosophischen Fakultät.

## Werke (Auswahl)
- Das Werden der künstlerischen Weltschau George Merediths. Dargestellt an seinen ersten Romanen. (= Dissertation) E. Klinz, Halle 1931, OCLC 6004834.
- Rudyard Kipling und die Tiergeschichte. In: Germanisch-romanische Monatsschrift. 24, 1936, ISSN 0016-8904, S. 195–216.
- Das Prosawerk Rudyard Kiplings: ein Beitrag zur Geschichte der englischen Novelle. (= Habilitationsschrift) John, Halle 1937, OCLC 612598684.
- Neue Beitráge zur englischen Philologie. Münster 1963, OCLC 264021330.
- Topos und Commonplace. In: Peter Jehn (Hrsg.): Toposforschung. Eine Dokumentation (= Respublica Literaria. Bdand 10). Athenäum, Frankfurt am Main 1972, ISBN 3-7610-9208-3, S. 20–68.
- Rudyard Kipling und seine Kritiker. Bewunderung und Irritation. Wissenschaftliche Buchgesellschaft, Darmstadt 1983, ISBN 3-534-07605-2.
- Englische Literatur von der Renaissance bis zur Gegenwart. In: Englische Literaturgeschichte. Quelle & Meyer Verlag, Heidelberg 1976, ISBN 3-494-00373-4.